# Leonid Abalkin
Leonid Ivánovich Abalkin (en ruso: Леонид Иванович Абалкин; Moscú, 5 de mayo de 1930-2 de mayo de 2011) fue un economista ruso que llegó a ser director del instituto de economía de la Academia de Ciencias de la URSS en 1986. Posteriormente trabajó como asesor de los presidentes Mijaíl Gorbachov y de Borís Yeltsin, con el premier consultor occidental del gobierno soviético para la reforma económica el economista Giancarlo Pallavicini. Bajo el mando de Mijaíl Gorbachov fue uno de los máximos defensores del crecimiento rápido de la economía y en 1998 se convirtió en miembro del grupo anticrisis económica.

## Biografía
Nació el 5 de mayo de 1930 en Moscú, en el seno de la familia de los contables Iván Aleksándrovich Abalkin (1894-1966) y Zoya Ivánovna Abalkin (de soltera Rudakova, 1896-1976). El hermano de su padre era jefe del departamento de literatura y arte del periódico Pravda.
En 1948 ingresó en el Instituto Plejánov de Economía Nacional de Moscú, graduándose con matrícula de honor en 1952.
Desde 1952 fue profesor y subdirector de la parte educativa de la Escuela Técnica Agrícola de la ciudad de Gúsev, en el óblast de Kaliningrado, y a partir del año 1958 fue estudiante de posgrado en el Instituto Estatal de Economía de Moscú.
Tras la fusión del Instituto Estatal de Economía de Moscú y el Instituto de Economía Nacional de Moscú, desde 1961 fue ayudante, profesor titular, profesor asociado, catedrático, y desde 1966 fue jefe del Departamento de Economía Política del Instituto de Economía Nacional de Moscú "Plejánov".
Entre 1976 y 1985 fue profesor y jefe del Departamento de Economía Política de la Academia de Ciencias Sociales dependiente del Comité Central del PCUS.
Miembro correspondiente de la Academia de Ciencias de la URSS desde el 26 de diciembre de 1984, Departamento de Economía (Economía Soviética). Académico de la Academia de Ciencias de la URSS desde el 23 de diciembre de 1987, Departamento de Economía.
Durante los años 1988 y 1990 fue miembro del Presídium de la Academia de Ciencias de la URSS.
Entre 1986-1989 y 1991-2005 fue director del Instituto de Economía de la Academia de Ciencias de la URSS.
Miembro extranjero de la Academia de Ciencias de Berlín y de la Academia Nacional de Ciencias de Bielorrusia (2000). Miembro del Buró del Departamento de Ciencias Sociales de la Academia Rusa de Ciencias, miembro de la Sección de Economía de dicho Departamento. Académico de la Academia Rusa de Ciencias, de la Academia Internacional de Gestión, de la Academia de Ciencias de Nueva York, de la Academia Internacional de Eurasia, Presidente de la Fundación Internacional Kondratiev, Vicepresidente de la Sociedad Económica Libre de Rusia y de la Unión Internacional de Economistas.
En los últimos años de su vida fue director científico del Instituto de Economía de la Academia de Ciencias de Rusia. Desde 1987 trabajó en la Facultad de Economía de la Universidad Estatal de Moscú, dirigiendo el Departamento de Problemas Socioeconómicos. Desde 2001 era profesor honorario de la Universidad Estatal de Moscú.
Falleció el 2 de mayo de 2011 en Moscú. Está enterrado en el cementerio Troyekúrovskoye.

## Vida personal
Su esposa fue Anna Vartánovna Abálkina (1931), con la que tuvo dos hijos: Iván (1953) e Irina (1961, economista).